# When Christmas Comes Around...
When Christmas Comes Around... è il nono album in studio della cantante statunitense Kelly Clarkson, pubblicato nel 2021. Si tratta del secondo progetto di musica natalizia della cantante dopo Wrapped in Red pubblicato nel 2013. Il progetto discografico è stato candidato al Grammy Award al miglior album pop vocale tradizionale.

## Antefatti
Successivamente alla pubblicazione del suo primo album natalizio Wrapped in Red nel 2013 tramite RCA Records, Clarkson ha firmato un contratto discografico con l'Atlantic Records, pubblicando i brani natalizi Christmas Eve (2017), Under the Mistletoe con Brett Eldredge, e una cover di All I Want for Christmas Is You nel 2020.
In un'intervista al programma televisivo Entertainment Tonight, ha rivelato che originariamente non era intenzionata a registrare un altro album di studio natalizio a causa della sua affezione per il primo, ma ha poi deciso di farlo in seguito allo stress emotivo indotto dal tanto pubblicizzato divorzio dell'anno precedente.

## Descrizione
Per il progetto discografico Clarkson ha registrato versioni rivisitate di vari classici natalizi oltre ad avers scritto sette nuovi brani, tra cui i duetti con Chris Stapleton e Ariana Grande. Clarkson ha raccontato:

## Promozione
When Christmas Comes Around... è stato pubblicato dalla Atlantic Records il 15 ottobre 2021, promossa da un'edizione speciale esclusivamente nei negozi Target. In promozione dell'album Clarkson si è esibita in uno speciale televisivo When Christmas Comes Around...Show andato in onda il giorno 1 dicembre 2021 sulla NBC.
Il suo singolo principale Christmas Isn't Canceled (Just You), è stato pubblicato il 23 settembre 2021. Il secondo estratto Glow con Chris Stapleton è stato rilasciato il 18 ottobre 2021. Il 9 dicembre 2022 ha pubblicato la collaborazione con Ariana Grande Santa, Can't You Hear Me come terzo singolo.
Nel 2024 è stata pubblicata una versione delux dell'album When Christmas Cames Around... Again, promossa dal singolo You for Christmas.

## Accoglienza
Justin Curto di Volture definisce Kelly Clarkson «la regina delle feste», affermando come il progetto discografico sia un regalo per il Natale 2021. Curto apprezza in particolar modo la collaborazione con Ariana Grande, poiché suona «maestosa come ci si aspetterebbe dalle due cantanti». In una rassegna dei nuovi album natalizi, il critico musicale del The New York Times Jon Caramanica ha elogiato la voce «spigliata» della Clarkson e ha scritto che i brani originali, alcuni dei quali sorprendentemente «poco religiosi», fanno risaltare l'album.
Sal Cinquemani recensendo l'album per Slant Magazine afferma che «sulla scia del controverso divorzio di Kelly Clarkson da Brandon Blackstock, [...] l'album si pone come un progetto di rottura dal passato». Il critico riscontra che i nuovi brani scritti dalla Clarkson non possano essere paragonati ai successi Underneath the Tree e Wrapped in Red, ma tuttavia i difetti dell'album non si notano grazie alle doti vocali della cantante.
Alcuni brani tratti dall'album sono stati inseriti nelle rassegne dei migliori brani natalizi. La rivista Glamour ha posizionato Under the Mistletoe al 25º posto in The 55 Best Christmas Songs of 2022 (Le 55 migliori canzoni natalizie del 2022), Esquire ha inserito Christmas Isn't Canceled (Just You) nella lista The 80 Best Christmas Songs of All Time (Le migliori 80 canzoni natalizie di tutti i tempi), mentre Elle ha posizionato il medesimo brano come secondo Miglior brano natalizio di tutti i tempi.

## Tracce
1. Merry Christmas Baby – 3:45 (Kelly Clarkson, Aben Eubanks, Jesse Shatkin)
2. It's Beginning to Look a Lot Like Christmas – 1:54 (Meredith Willson)
3. Christmas Isn't Canceled (Just You) – 3:51 (Kelly Clarkson, Jason Halbert, Jessi Collins, Joseph Trapanese)
4. Merry Christmas (To the One I Used to Know) – 4:10 (Kelly Clarkson, Jason Halbert, Aben Eubanks, Joseph Trapanese)
5. Rockin' Around the Christmas Tree – 1:52 (Johnny Marks)
6. Glow (feat. Chris Stapleton) – 3:18 (Kelly Clarkson, Jason Halbert, Danja, Hayley Warner, Jesse Thomas)
7. Santa Baby – 2:50 (Joan Javits, Philip Springer)
8. Santa, Can't You Hear Me (feat. Ariana Grande) – 3:01 (Kelly Clarkson, Aben Eubanks)
9. Last Christmas – 3:09 (George Michael)
10. Jingle Bell Rock – 1:56 (Joseph Beal, James Ross Boothe)
11. My Favorite Things – 2:49 (Oscar Hammerstein, Richard Rodgers)
12. Blessed – 3:34 (Lindy Robbins, Toby Gad, Nicole Cohen)
13. Christmas Come Early – 2:59 (Bobby Strand, Brock Baker, Molly Kate Kestner, Dave Lubben)
14. Under the Mistletoe (feat. Brett Eldredge) – 3:45 (Kelly Clarkson, Aben Eubanks)
15. All I Want for Christmas Is You – 3:46 (Andy Stone, Troy Powers)
16. Christmas Eve – 3:00 (Kelly Clarkson, Aben Eubanks)

## Classifiche
| Classifica (2021) | Posizione massima |
| ----------------- | ----------------- |
| Canada            | 31                |
| Stati Uniti       | 22                |
| Ungheria          | 23                |